# Ecuanimidad
La ecuanimidad (Latín: æquanimĭtas, -ātis) es un estado de estabilidad y compostura psicológica que no se ve perturbado por la experiencia o exposición a emociones, dolor u otros fenómenos que pueden causar la pérdida del equilibrio de la mente. La virtud y el valor de la ecuanimidad son exaltados y defendidos por varias religiones pertenecientes a la  familia dhármica, las religiones abrahámicas y filosofías antiguas como el estoicismo.

## Hinduismo
En el hinduismo, aunque no se usa el término ecuanimidad propiamente dicho, el concepto se puede utilizar para comprender los debates que rodean los intentos de describir la naturaleza de Brahman. Para la escuela filosófica Vedanta el término Brahman hace referencia a la Realidad Absoluta o única. En un sentido cierto, Brahman no se puede describir, ya que cualquier descripción o atributo introduce la idea de acotación. Por lo tanto, estos términos solo sirven como indicadores del concepto intelectual de Brahman.
Para la doctrina Advaita, Brahman es lo único real (aquello que es inmutable en cualquier circunstancia independientemente del Espacio-tiempo o de la multiplicidad del espacio-tiempo), mientras que el mundo físico y el mundo mental, por tanto, no se califican como reales. La idea de ecuanimidad se refiere a estar en concienciación pura. Estar en conciencia pura requiere la disolución de la mente. El término mente también se conoce como ego o Identidad. Cuando no hay distracción o apego / rechazo a la identidad con estados transitorios como (emociones, pensamientos, sensaciones, sentimientos) hay ecuanimidad. Según Vedanta, la ecuanimidad es nuestra verdadera naturaleza. Cuando el sentido de identidad individual discreta se disuelve, uno trasciende la aparente dualidad y se ve a sí mismo en unión con todo y con todo.  
En Vedanta la ecuanimidad no se refiere a un estado mental, sino que describe la naturaleza real. El sentido del apego es siempre individual y opera a nivel de Identidad individual o ego. En el texto sagrado Bhagavad Gītā se dice que al renunciar a nuestra identidad limitada, podemos revelar nuestra verdadera naturaleza, que es Brahman. 
Cuando somos conscientes de nuestra verdadera naturaleza, el ego individual ya no opera, por lo tanto, el resultado es la ecuanimidad. Cuando uno es plenamente consciente, no se apega al mundo, sino que actúa como un «testigo». El mundo es aparente y se despliega frente a nuestra conciencia, pero debido a la falta de claridad, nos identificamos con el cuerpo y la mente y nos volvemos finitos y limitados. La única realidad inmutable es la conciencia pura. 
Según este texto, cualquier persona puede alcanzar la ecuanimidad a través de la práctica espiritual que conduce a la autorrealización.

### Yoga
La ecuanimidad (upekṣhā) también se menciona en los Yoga Sutras escritos por Patañjali (1.33), como una de las cuatro actitudes sublimes, junto con la bondad amorosa (maitri), la compasión (karuṇā) y la alegría (mudita). Está relacionado con la idea de Vairagya o «desapasionamiento». La escuela Upeksha Yoga pone de relieve la ecuanimidad como el principio más importante de una práctica de yoga.
En muchas tradiciones de Yoga, la virtud de la ecuanimidad puede ser uno de los resultados obtenidos a través de la meditación regular, combinada con la práctica regular de pranayama, asanas y disciplinas mentales, que limpian la mente y la llevan inexorablemente hacia un estado de salud y equilibrio.

## Estoicismo
La ecuanimidad es un concepto central en la ética y la psicología estoicas. Los estoicos griegos usaban la palabra apatheia y ataraxia mientras que los estoicos romanos usaban la palabra latina aequanimitas. Las Meditaciones del emperador romano Marco Aurelio detallan una filosofía de servicio y deber, que describe cómo encontrar y preservar la ecuanimidad en medio del conflicto al seguir a la naturaleza como fuente de guía e inspiración. La última palabra de su padre adoptivo Antonino Pío fue pronunciada cuando el tribuno de la guardia nocturna vino a pedirle la contraseña de la noche. Pío decidió «aequanimitas» (ecuanimidad).

## Budismo
En el budismo, la ecuanimidad (upekkhā, upekṣhā) es una de las cuatro actitudes sublimes y se considera:

Ni un pensamiento ni una emoción, es más bien la constante realización consciente de la fugacidad de la realidad. Es el terreno para la sabiduría y la libertad y el protector de la compasión y el amor. Mientras que algunos pueden pensar en la ecuanimidad como neutralidad seca o frialdad, la ecuanimidad madura produce un resplandor y una calidez del ser. Buda describió una mente llena de ecuanimidad como «abundante, exaltada, inconmensurable, sin hostilidad y sin mala voluntad».

## Judaísmo
Muchos pensadores judíos destacan la importancia de la ecuanimidad (Menuhat ha-Nefesh o Yishuv ha-Da'en) como fundamento necesario para el desarrollo moral y espiritual. La virtud de la ecuanimidad recibe especial atención en los escritos de rabinos como Menachem Mendel Lefin y Simcha Zissel Ziv.

## Cristianismo
Samuel Johnson definió la ecuanimidad como «uniformidad mental, ni eufórico ni deprimido». En la filosofía cristiana, la ecuanimidad se considera esencial para llevar a cabo las Virtudes cardinales de la fortaleza, la justicia, la templanza y la prudencia.

## Islam
La palabra 'Islam' se deriva de la palabra árabe aslama, que denota la paz que proviene de la rendición total y la aceptación. Así pues, un verdadero musulmán consideraría experiencialmente que todo lo que sucede debe ser, y se deriva de la sabiduría suprema de Dios. En este sentido, se puede considerar que una persona musulmana es aquella que está en un estado de ecuanimidad.